# 拜丁里
拜丁里（緬甸語： 283年—344年）旧译：伯梯利  罗马拼音：Paiktheinle ，尹明拜王之子，蒲甘阿梨摩陀时期的最后一任国王。在位二十年，在位其间发生过日全食。

## 事迹
在位二十年，在位其间发生过日全食。
| 前任： 尹明拜 | 阿梨摩陀国君主 324年-344年 | 繼任： 丁里姜 |